# Kritosemenke
Krítoseménke so dominantna in najbolj poznana skupina kopenskih rastlin. Skupaj z golosemenkami jih uvrščamo med semenke. Od drugih semenk jih ločimo po vrsti apomorfij oz. izpeljanih lastnosti.

## Cvet
Cvet kritosemenk je lahko različno oblikovan:
- zvezdasti cvet – ima več delitvenih ravnin, npr. zvonček, cvet češnje
- somerni cvet – ima eno delitveno ravnino, npr. vijolica, žajbelj, mrtva kopriva

Cvetno odevalo je lahko enojno (vsi cvetni listi so enaki, npr. tulipan) ali dvojno (ločimo čašne in venčne liste)

## Razmnoževanje kritosemenk
Kritosemenke se razmnožujejo z metagenezo. Prevladuje sporofit (= nespolna generacija), gametofit (= spolna generacija) obsega le nekaj celic. Moški gametofit je pelodno zrno, ki nastane v prašnikih. Ko pelodno zrno pade na brazdo, požene pelodov mešiček proti semenski zasnovi. Po mešičku potujeta dve spolni celici – spermalni jedri. Ženski gametofit je zarodkov mešiček oz. embrionalna vrečka. Nastane v pestiču v plodnici v semenskih zasnovah.
Značilna je dvojna oploditev:
- prvo spermalno jedro se združi z jajčno celico in nastane zigota, kasneje se razvije kalček
- drugo spermalno jedro se združi z dvema polnima jedroma in nastane sekundarni endosperm, kasneje se razvije hranilno tkivo

## Sistematika kritosemenk
1. skupina – enokaličnice
2. skupina – dvokaličnice